# Krzywkowy mechanizm przesmykowy
Krzywkowy mechanizm przesmykowy – jeden z mechanizmów krosna tkackiego, najprostszy typ mechanizmu przesmykowego.

Krzywkowy mechanizm przesmykowy dla splotu płóciennego
1 – zespół krzywek
2 – zespół dźwigni nicielnicowych
3 – zespół nicielnic
4a – cięgno elastyczne
4b – cięgno sztywne
5 – osnowa
6 – drążki rozdzielcze
7 – zespół wałeczków nicielnicowych
8 – krawędź tkaniny
9 – przewał
10 – przedpiersień

## Budowa
Krzywkowy mechanizm przesmykowy jest rozwinięciem prymitywnego urządzenia do tworzenia przesmyku stosowanego na krosnach ręcznych. Praktycznie jest to wyposażony w krzywkowy napęd mechanizm warsztatu tkackiego. Do zmiany położenia nicielnic zastosowano odpowiednio zaprojektowane zespoły krzywek. Dla każdego splotu kształt krzywek jest inny. Najmniejszy zespół, dla splotu płóciennego, składa się z dwóch krzywek.
Elementami krzywkowego mechanizmu przesmykowego są:
1. zespół krzywek nicielnicowych
2. zespół dźwigni nicielnicowych
3. zespół nicielnic (bardo)
4. cięgna elastyczne (a) lub sztywne (b).

## Podział
Mechanizmy krzywkowe dzielą się na:
1. wewnętrzne – wszystkie elementy mechanizmu umieszczone są między ścianami krosna. Krzywki sterujące, dźwignie nicielnicowe i cięgna znajdują się pod płaszczyzną osnowy. Wałki nicielnicowe znajdują się nad płaszczyzną osnowy. Mechanizm ten stosowany był w starszych konstrukcjach krosien.
2. zewnętrzne – część elementów mechanizmu: krzywki i dźwignie, znajdują się na zewnątrz jednej (najczęściej lewej) ściany krosna. W starszych konstrukcjach mechanizmu, tzw. urządzenie drabinkowe, umieszczone są nad płaszczyzną osnowy. Elastyczne cięgna napędzają nicielnice tylko podczas ruchu do góry. Pod płaszczyzną osnowy znajdują się tylko sprężyny ściągające nicielnice do położenia dolnego. We współczesnych konstrukcjach wyeliminowano urządzenie drabinkowe oraz stosuje się sztywne cięgna, które napędzają nicielnice zarówno podczas ruchu do góry, jak i podczas ruchu w dół. Sztywne cięgna i część dźwigni nicielnicowych znajdują się pod płaszczyzną osnowy. Umieszczenie zespołu krzywek na zewnątrz ułatwia obsługę mechanizmu, zmianę splotu, konserwację i inne czynności obsługowe. Mechanizmy zewnętrzne stosowane są w najnowszych konstrukcjach krosien.

## Zastosowanie
Ze względu na prostotę konstrukcji krzywkowe mechanizmy przesmykowe stosuje się do tworzenia najprostszych splotów tkackich:
- splot płócienny i jego pochodne splot rypsowy oraz splot panamowy,
- splot skośny i niektóre jego pochodne